# Wenro
Wenro ali pleme Wenrohronon so bili irokeško domorodno ljudstvo Severne Amerike, ki je prvotno prebivalo v današnjem zahodnem New Yorku (in morda obrobnih delih severne in severozahodne Pensilvanije), ki ga je Konfederacija petih irokeških narodov osvojila v dveh odločilnih vojnah med letoma 1638 in 1639 ter 1643. To je bil verjetno del kampanje Irokeške konfederacije proti ljudstvu Neutral, drugemu irokeško govorečemu plemenu, ki je živelo čez reko Niagara. To vojskovanje je bilo del tako imenovanih bobrovih vojn, saj so si Irokezi prizadevali prevladati v donosni trgovini s krznom. Uporabljali so zimske napade, ki niso bili običajni med domorodci in njihove kampanje so povzročile izčrpavanje obeh večjih irokeških konfederacij, kot so to storili proti številnim Huronom.
Po porazu Huronov leta 1649 so Irokezi decembra 1649 napadli ljudstvo Petun, ki je padlo v letih 1650–1651. Irokezi so nadaljevali kampanjo proti zahodu ob severnih obalah Ontarijskega jezera. Kot se je zgodilo ljudstvu Huron, je nenaden in nepričakovan zimski napad povzročil dezorganizacijo in izolacijo klanovskih skupin ter zgodnje izgube ključnih mest s strani Neutral v kampanji bojevnikov Irokeške lige v letih 1651–1653, kar je privedlo do končnega poraza in razselitve (pobeg celih vasi) najprej plemen Petun, nato pa skupin Neutral, kot se je zgodilo Huronom.

## Jezik
Wenrohronon je bil Iroquois jezik in je bil tako povezan s Susquehannock, Wyandot, Erie in Scahentoarrhonon.

## Prebivalstvo
Wenro so bili majhno pleme, ki je štelo med 1.200 in 2.000 ljudi. Število njihovih vasi ni znano, vendar glede na vzorec njihove razpršenosti leta 1639, se zdi, da sta bili dve ali tri. Wenro so prenehali obstajati kot pleme leta 1643. Morebitni potomci bi se našli med Irokezi, Seneci iz Oklahome ali morda Wyandoti.

## Imena
Wenro je skrajšana oblika njihovega huronskega imena, Wenrohronon, kar pomeni "ljudje iz kraja plavajoče pene". Ime izhaja iz lokacije njihove glavne vasi blizu nahajališča slavnega naftnega izvira v Cubi, New York. Druga imena, ki so jim jih dali Irokezi s približno enakim pomenom, so bila Ahouenrochrhonon in Ouenrionon.

## Območje bivanja
V začetku 17. stoletja so Wenro živeli na območju vzhodno od Niagarskih slapov. Bili so majhno pleme in so verjetno imeli komaj kaj več kot 2000 pripadnikov, ki so živeli v dveh do treh vaseh. Njihovi zahodni sosedje so bili Neutral ali Attiwandaronon, na vzhodu pa je bilo območje bivanja Senecov, ki so pripadali Irokeški ligi petih narodov. Natančna lokacija njihovega tradicionalnega ozemlja pa je med etnologi sporna. Območje bivanja Wenrojev ni zabeleženo na nobeni karti. Iz ustnih izročil je znano, da so živeli en dan potovanja stran od Irokezov in da je bila razdalja do Huronov več kot 400 km. To kaže na območje približno 50 km vzhodno od reke Niagara. Tukaj se nahaja močvirje Oak Orchard, kar kaže na povezavo z njihovim imenom "ljudstvo plavajočega močvirja". Etnolog J.N.B. Hewitt pa je domneval, da so s tem mišljeni "Oil Springs" (naftni vrelci) pri kraju Cuba v New Yorku. Vendar pa v tej regiji ni zgodnjih zgodovinskih najdišč, prav tako območje ne leži med nekdanjimi ozemlji Senekov in Attiwandarononov.

## Zgodovina
Wenro so zasedali strateški položaj na vzhodnem koncu jezera Erie, južno od Niagarskih slapov, ki je imel dragocen predmet v trgovini z ameriškimi staroselci, olje. Že to je bil morda razlog, da so bili prva žrtev bobrovih vojn. Kot majhno pleme so se morali zaščititi pred velikimi konfederacijami, ki so jih obkrožale (zlasti Irokezi), s tristranskim zavezništvom z plemenom Erie na zahodu in plemenom Neutral čez reko Niagara v južnem Ontariu. Vendar se zdi, da so bile njihove najbližje vezi, jezikovne in kulturne z Neutralci. Iz neznanih razlogov se je zavezništvo Wenro z Erieji in Neutral končalo leta 1639. Umik njihove zaščite s strani Neutral je bil očitno kritičen. Ko je tisto leto po vaseh Wenro pustošila epidemija, so Irokezi izvedeli, da Nevtralci ne bodo več pomagali in napadli pleme Wenro.
Hitro so bili preplavljeni, večina Wenrojev je bila pregnana čez reko Niagara v Ontario. Mnogi so se preselili k Neutral, vendar je velika skupina približno 600 Wenrojev dobila zatočišče pri Huronski konfederaciji. Vendar je ena skupina Wenrojev ostala vzhodno od reke Niagara in se borila z Irokezi do leta 1643. Končno so bili prisiljeni zapustiti New York, preživeli so pobegnili na zahod in postali del Neutral plemena. Na tej točki so Wenroji prenehali obstajati. Njihov odlog popolnega uničenja je bil le začasen. Wenroji s Huroni so bili bodisi ubiti bodisi ujeti (in kasneje posvojeni) leta 1649, ko so Irokezi uničili Huronsko konfederacijo. Dve leti kasneje je enaka usoda doletela Wenroje, ki so postali del Neutralov (1650-51), ko so Irokezi premagali tega tekmeca. 

## Etnografija
Wenrohronon spadajo v kulturno območje severovzhodnih gozdov, za katerega je značilna gradnja dolgih hiš, kmetijstvo ter lov in ribolov. Wenrohronon so prišli v stik z Evropejci šele leta 1639, ko so se deli pridružili Huronom, zato znanost ne pozna njihovega načina življenja dobro, vendar se očitno niso veliko razlikovali od sosednjih irokeško govorečih ljudstev, Irokezov in Huronov. Gojili so koruzo, fižol in buče, njihove dolge hiše pa se verjetno niso veliko razlikovale od hiš Irokezev. Žal o njihovi politični in družbeni organizaciji ni znanega nič.